# Digitaria tonsa
Digitaria tonsa är en gräsart som beskrevs av Dorothy Kate Hughes. Digitaria tonsa ingår i släktet fingerhirser, och familjen gräs. Inga underarter finns listade i Catalogue of Life.